# Högskolan i Kalmar
Högskolan i Kalmar var en svensk statlig högskola i Kalmar. Högskolan slogs 1 januari 2010 samman med Växjö universitet och bildade då Linnéuniversitetet. Högskolan bedrev forskning och undervisning med kurser och program inom naturvetenskap, teknik, data, ekonomi, turism, samhällsvetenskap, humaniora, beteendevetenskap, vård, sjöfart, design och media. Högskolan hade även lärarutbildning. Tidigare benämndes denna Rostads folkskoleseminarium i Kalmar, men ingick sedan som en del av högskolan.
Högskolan i Kalmar hade universitetsstatus inom det naturvetenskapliga ämnesområdet vilket innebär rätt att utfärda doktorsexamen. Starka forskningsområden var akvatisk ekologi, biokemi, biomedicinsk vetenskap, bioorganisk kemi, nanovetenskap/nanoteknik och miljövetenskap.
Högskolans verksamhet bedrevs huvudsakligen i Kalmar, med campus även i Hultsfred (musikutbildningar) och i Nybro (designutbildning).
Högskolans sista rektor var Agneta Bladh, tidigare statssekreterare.

## Historia
Högskolan i Kalmar grundades 1977 som en följd av 1968 års utbildningsutredning U 68. Lärarhögskolan i Kalmar, samt Fojo, Institutet för fortbildning av journalister, införlivades i verksamheten. Högskolan fick en inriktning mot naturvetenskap, miljö och turism, vilket av många bedömdes som avgörande för Högskolans framväxt och betydelse för regionen. Högskolans rektor vid starten var Dan Isacson, som tidigare varit rektor för Lärarhögskolan i Kalmar.
Redan på 1840-talet grundlades sjöfarts- samt lärarutbildningarna i Kalmar.
1999 fick Högskolan i Kalmar universitetsstatus inom det naturvetenskapliga ämnesområdet.
Högskolan gick 1 januari 2010 samman med Växjö universitet och bildade det nya Linnéuniversitetet.

## Profil
Högskolan profilerade sig inom styrkeområdena Liv, hälsa och miljö, Ekonomi och kultur, Kommunikation och lärande, samt Sjöfart.

### Institutioner

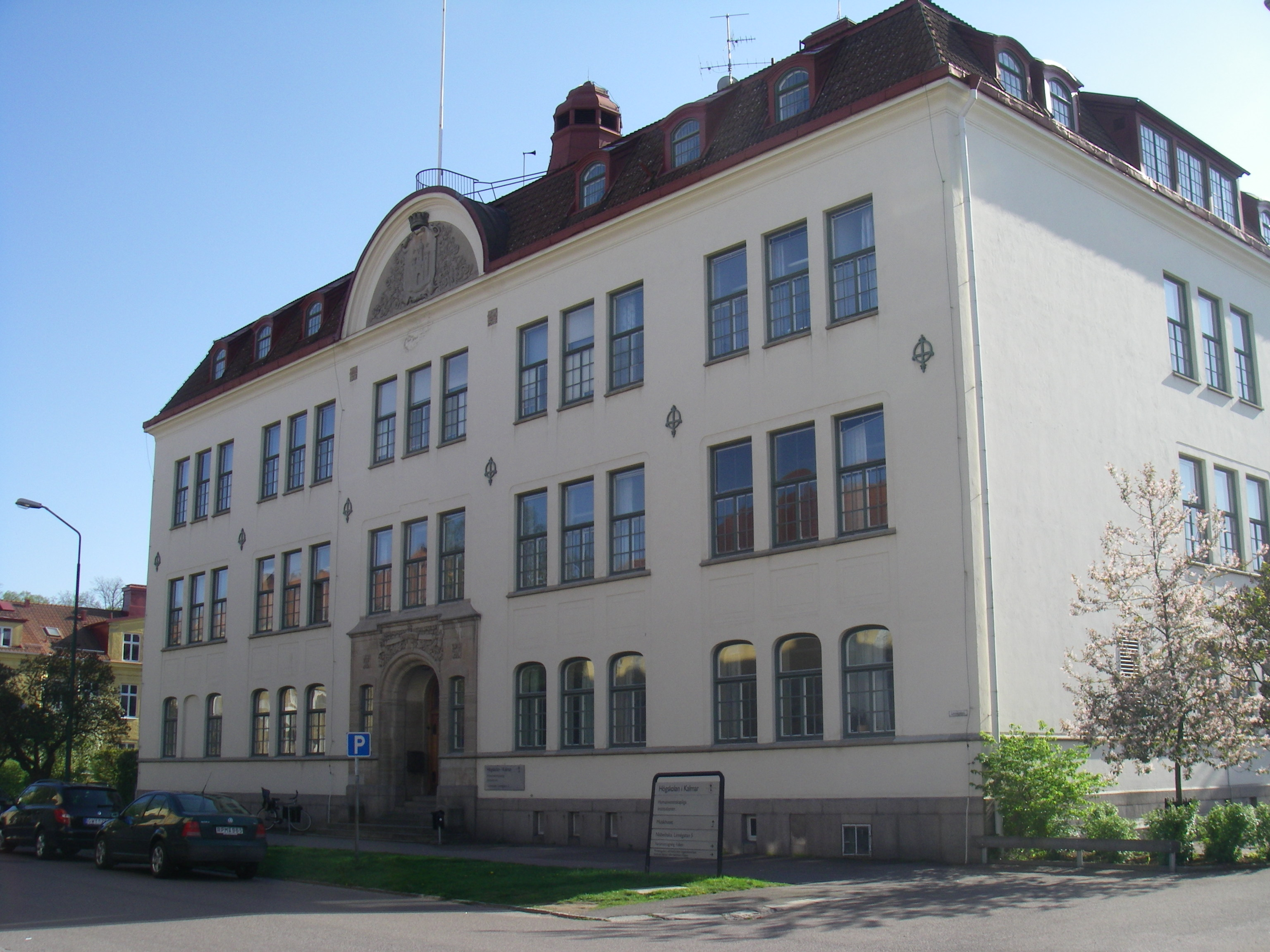
Nisbethska, Humanvetenskapliga institutionen

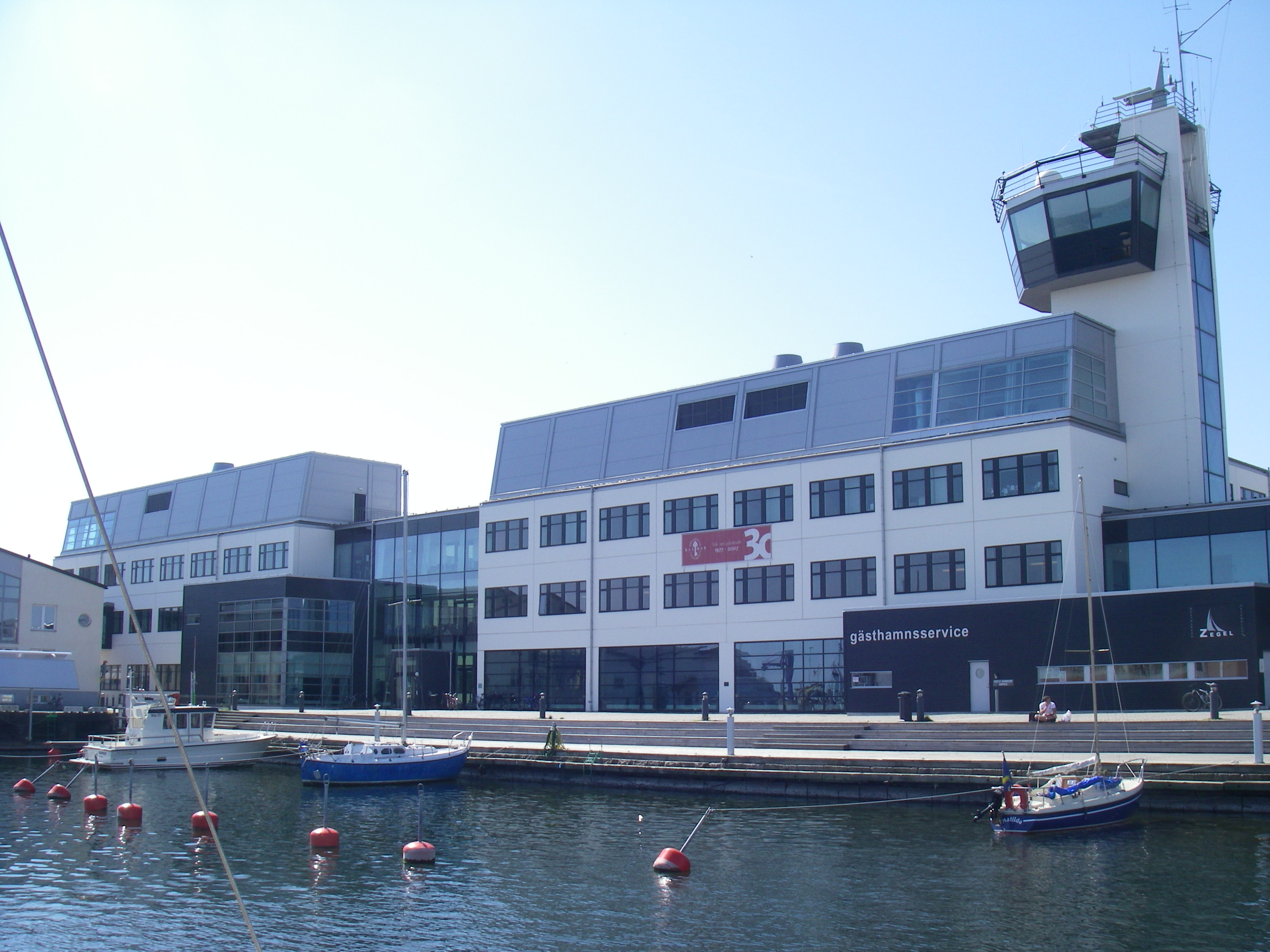
Sjöfartshögskolan (till höger) och delar av den Naturvetenskapliga institutionen (till vänster) vid dåvarande Högskolan i Kalmar. Byggnaderna är nu del av Linnéuniversitetets campus i Kalmar (byggnaden Forma till vänster och Magna till höger).

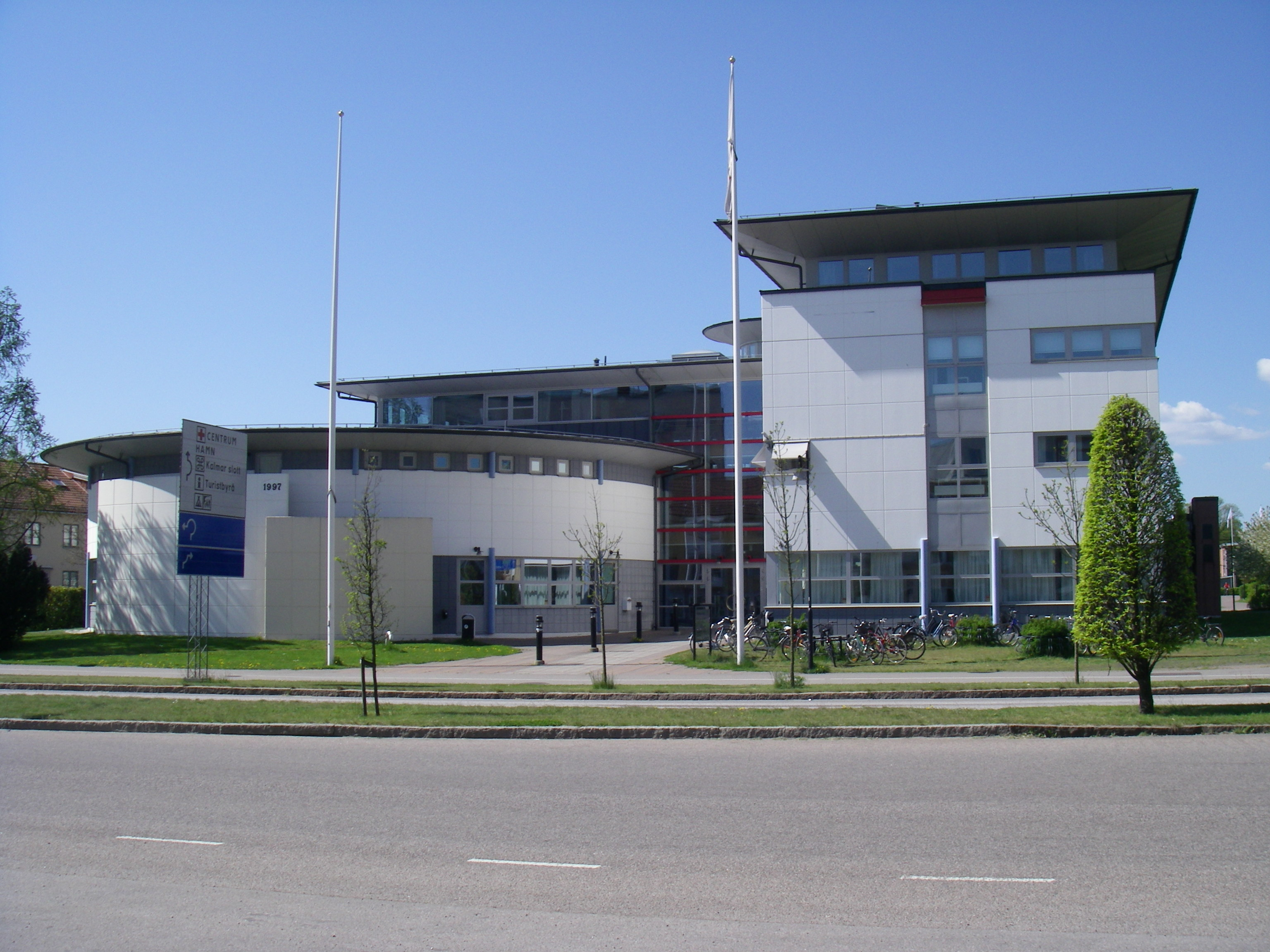
Dåvarande Teknikum, nu Axel Weüdelskolan, en kommunal vuxenskola.

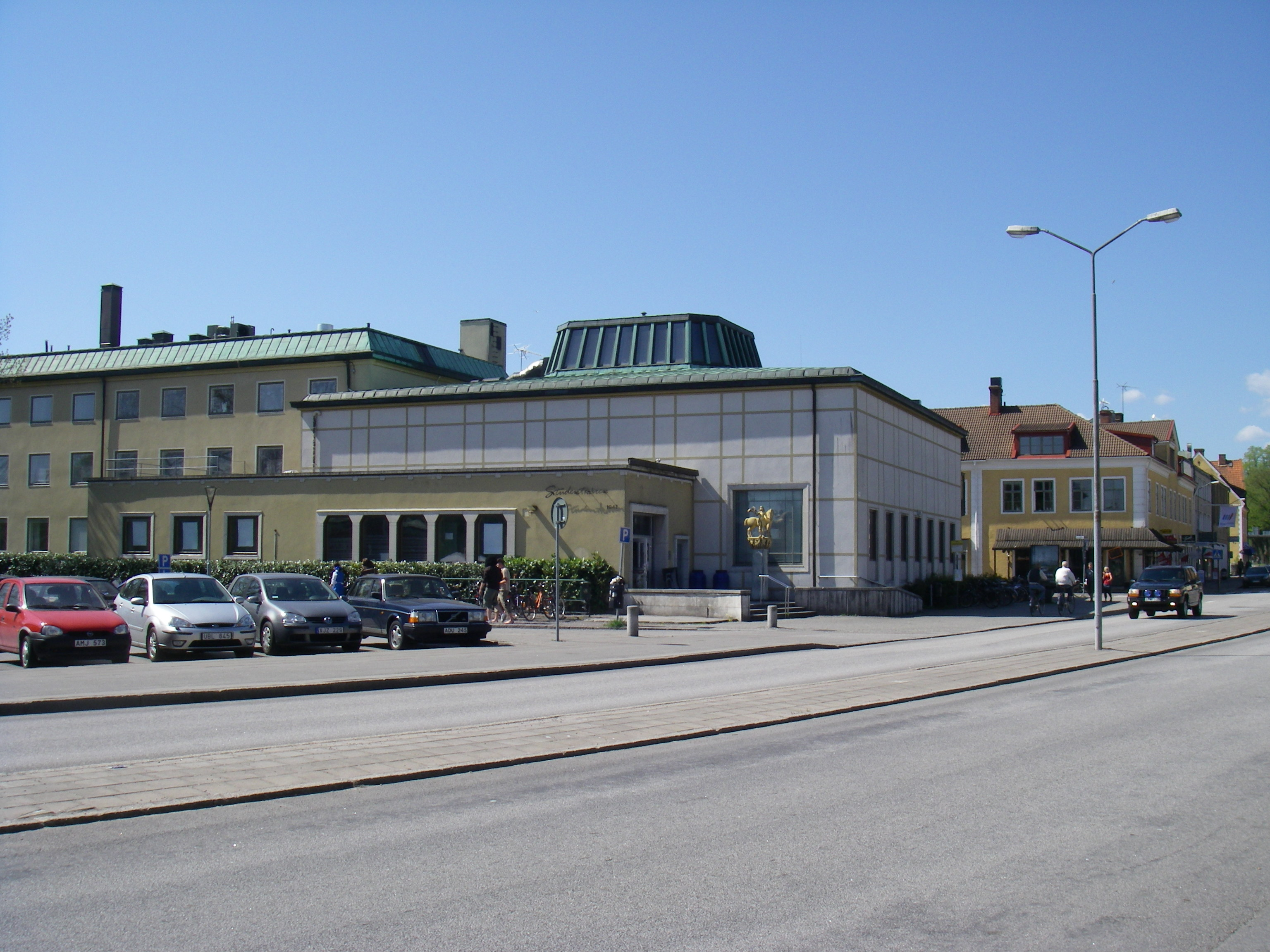
Studentkårens kårhus, Corehouse

Högskolan i Kalmar hade fem institutioner:
- Handelshögskolan BBS
  - Institutionen för företagsekonomi tog sig namnet handelshögskola. Institutionen sysslade bland annat med studier av företagsamhet runt Östersjön.
- Humanvetenskapliga institutionen
- Institutionen för kommunikation och design
  - Designhögskolan i Pukeberg
- Naturvetenskapliga institutionen
- Sjöfartshögskolan
  - Sjöfartshögskolan i Kalmar

Tidigare fanns även följande institutioner:
- Institutionen för teknik. Upphörde i samband med att ingenjörsutbildningarna flyttades till BTH
- Institutionen för kemi och biomedicinsk vetenskap. Uppgick i naturvetenskapliga institutionen.
- Institutionen för biologi och miljövetenskap. Uppgick i naturvetenskapliga institutionen.

## Rektorer
- Dan Isacson, 1977–1995
- Örn Taube, augusti 1995–2003
- Agneta Bladh, februari 2004 – december 2009

## Studentliv
Högskolan hade två studentkårer, Studentkåren Högskolan i Kalmar, samt Studentkåren Lambda. Den senare organiserade studenter vid Sjöfartsutbildningen vid högskolan. Bland kårföreningarna finns bland annat ett studentspex – KAST (Kalmar Studentteater) och idrottsföreningen FIKS (Föreningen Idrottsliga KalmarStudenter).

## Kända personligheter
- Jan Bylund
- Malik Bendjelloul
- Tomas Arvidsson
- Jangir Maddadi